# Судутуй (Бурятія)
Судутуй (рос. Судутуй) — улус Бичурського району, Бурятії Росії. Входить до складу Петропавловського сільського поселення.
Населення — 38 осіб (2015 рік).